# 卑南上圳導水隧道
卑南上圳導水隧道為一座橫跨於臺灣臺東縣延平鄉紅葉村與卑南鄉初鹿村之間的灌溉用導水隧道。該隧道是全臺最長的山岳中型導水隧道，並且也是臺灣省政府時期，臺灣地區所推動的最後一項大型水利設施興建計畫。目前卑南上圳導水隧道連同整體卑南上圳灌溉圳道系統均由臺東農田水利會所擁有，並由旗下之卑南工作站進行管理與維護。

## 沿革

### 計畫
卑南上圳導水隧道是整體卑南上圳灌溉系統中，重要的一項關鍵工程之一，該隧道貫通了卑南上圳位於延平鄉鹿野溪上游的進水口與卑南鄉初鹿村以後的灌溉圳路起點，總長4.086公里。整體工程最初在1948年開始便先後由多個單位進行規劃與設計，包含臺灣省政府水利局、台灣電力公司，以及水資會等。然而因財務問題，最終臺灣省水利局以單一灌溉目標開始進行進水口、攔河堰以及導水隧道等設施的預定地的地質鑽探。
1973年，經由省政府水利局所組成的探勘隊多次針對鹿野溪上游探勘後，正式提出「卑南上圳灌溉工程計畫報告書」。

### 施工
1977年，卑南上圳灌溉工程正式動工。其中，長達4公里多的導水隧道工程於同年6月1日起全面開挖，並且，由於受限於地形限制，因此導水隧道全段皆無法增設橫坑或豎坑以增加施工斷面及加速工程進度，僅能由隧道上下游的上里端及初鹿端向內開鑿。
導水隧道開鑿前的地質鑽探工作，由於當時經費有限，無法完全解析隧道行經之路段的地質狀況與結構，因此為防止遭遇大量湧水、特殊地質狀況，加上隧道斷面狹隘等問題，故以每日開挖進度70至80%乘以每個月可施工天數來擬訂施工進度，並全體分為五期施作。
導水隧道開挖後，因地質狀況不佳，因此曾發生過多起災害事故，其中，第五期隧道施工，1983年3月5日所發生之災害最為嚴重。當天下午4時40分，隧道開挖上段樁號1K+435處隧道上方發生大規模之坍方意外，因上方斷層帶地質破碎，導致大量土石從坍方處衝到樁號1K+280處，完全將原已開挖完成之隧道斷面填滿，土石末端更是延伸到樁號0K+980處，坍方土石共滑動了455公尺長。
而當時位在坍方處施工的四名工程人員也因此事件遭到土石掩埋，災變後，當時在隧道外的人員及鄰近攔河堰工程的人員聞訊後均趕至隧道進行救援，惟最終僅找到兩名施工人員之遺體。而此次坍方意外後，監督此次工程的省政府機械工程隊也請來日本的隧道工程師小林素一到隧道坍方處進行勘查與施工建議。
最終決定將以坍方之隧道主坑以混凝土之牆面封堵，並向主坑左側及右側20公尺各開挖一條排水導坑，並分別從左右排水導坑向前繼續鑽探以作為之後改為主坑的基礎。1984年9月13日，日本隧道工程師小林素一再度來臺，並以鑽探報告為依據建議將左側的排水導坑作為主坑繼續開挖。

### 完工
卑南上圳導水隧道最終於1985年4月25日完線完成貫通，隧道貫通後，再進行隧道底部及上里端連接之第二沉砂池的混凝土澆置。1986年5月31日，卑南上圳導水隧道全體工程完工，並於同年10月15日正式通水，整體工程自動工後至通水花費近9年的工期。

## 紀念碑
卑南上圳整體工程施作時，共有五位工程人員罹難，其中，包含導水隧道坍方時的四位工程人員以及一位工程人員因觸電身亡。因此當卑南上圳工程完工後，建有紀念碑一座，位於今上里橋下方之施工道路。惟舊有施工道路因地形變遷，人跡難至，因此農田水利會在2010年於紅葉村清水路旁重建紀念碑及殉工碑各一座。

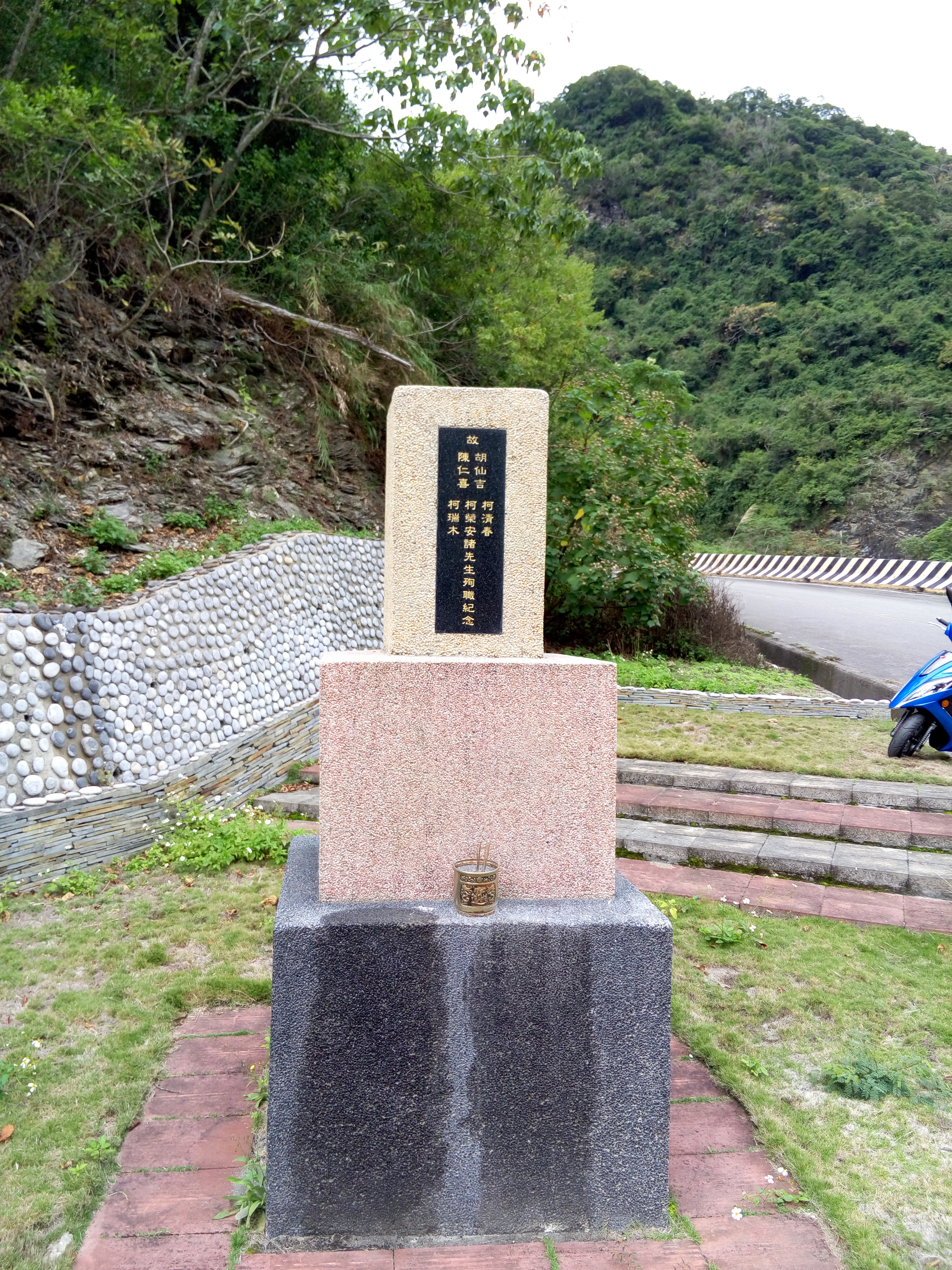
導水隧道崩塌事件殉工碑
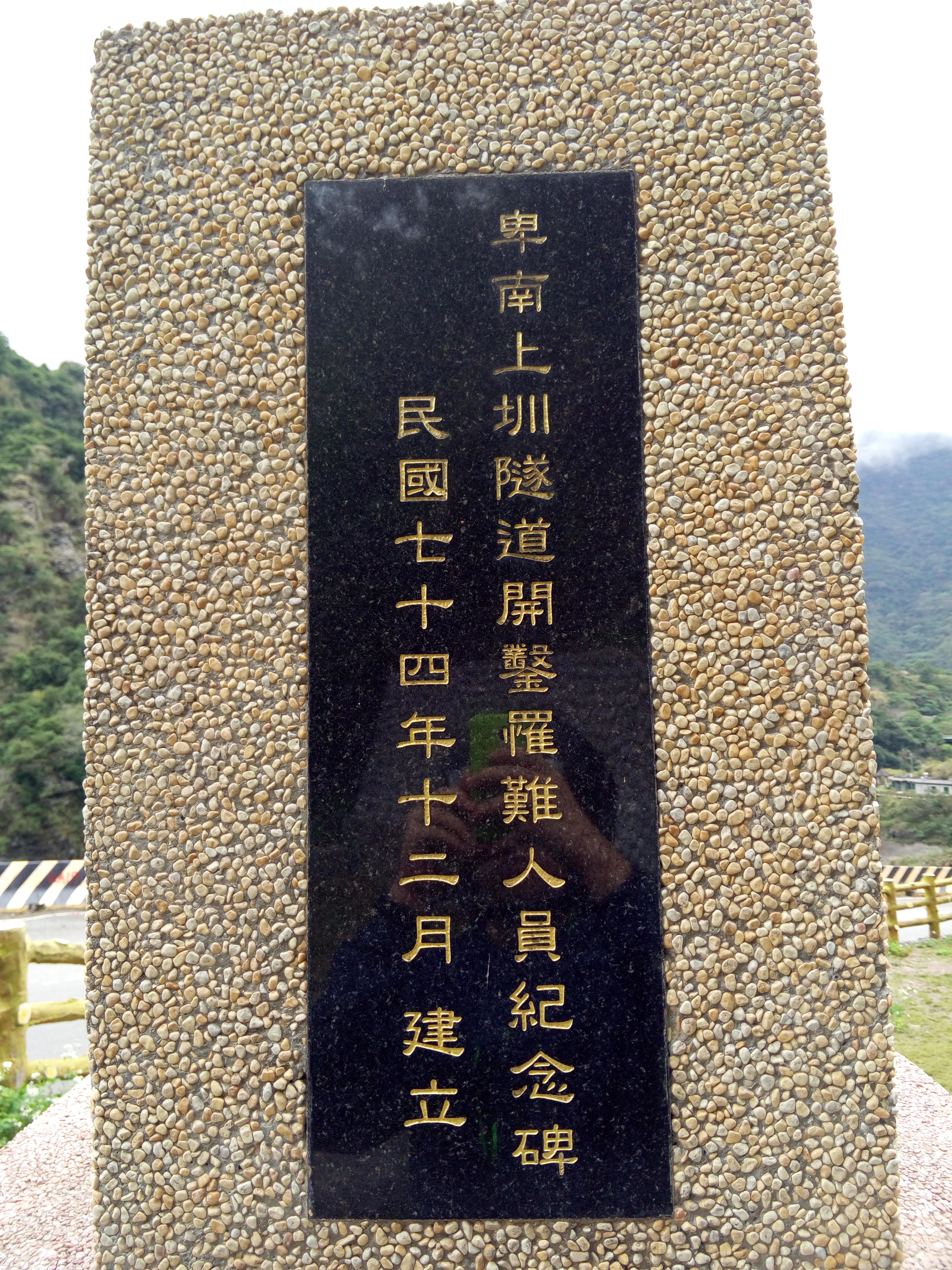
導水隧道崩塌事件殉工碑後碑文

## 技術資訊

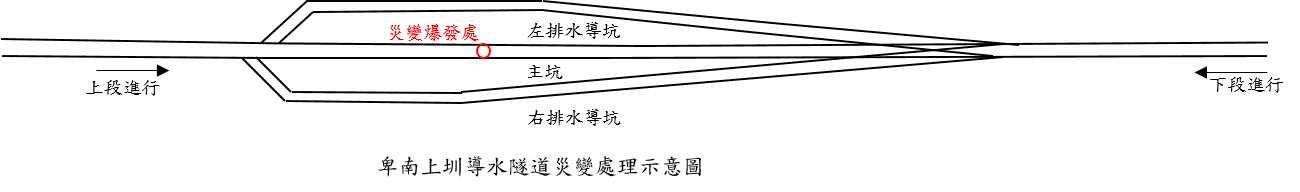
卑南上圳災變處理示意圖。
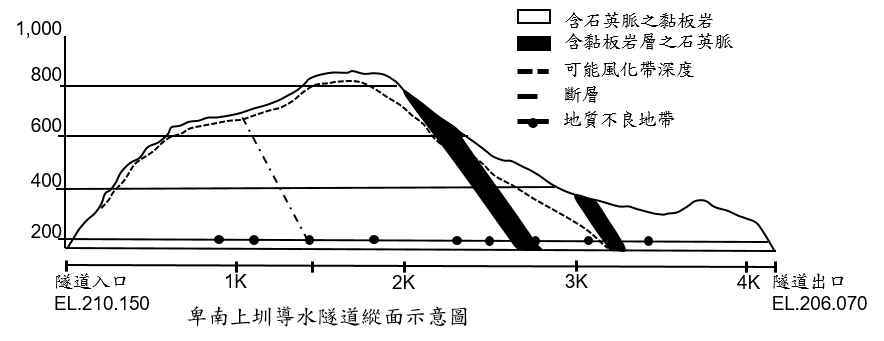
卑南上圳導水隧道縱面。

- 總長：4.086公里
- 斷面：2R（R=1.17公尺，標準馬蹄鐵型）
- 輸水量：7.208秒立方公尺
- 流速：1.8公尺/秒
- 坡度：千分之一
- 標高：上里端海拔210.15公尺，初鹿端海拔206.07公尺。

## 圖集

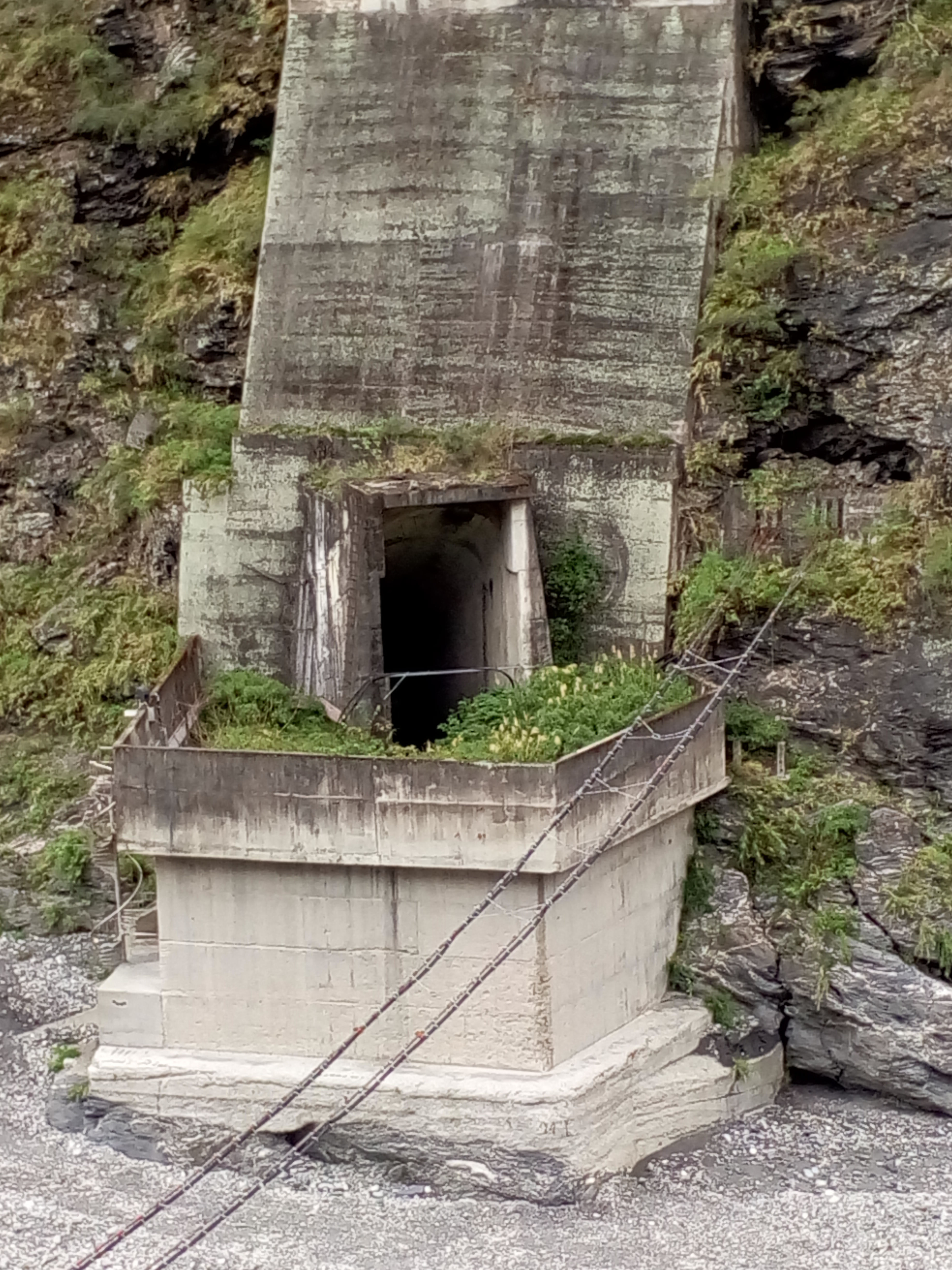
導水隧道上里端施工時的出渣導坑遠觀。
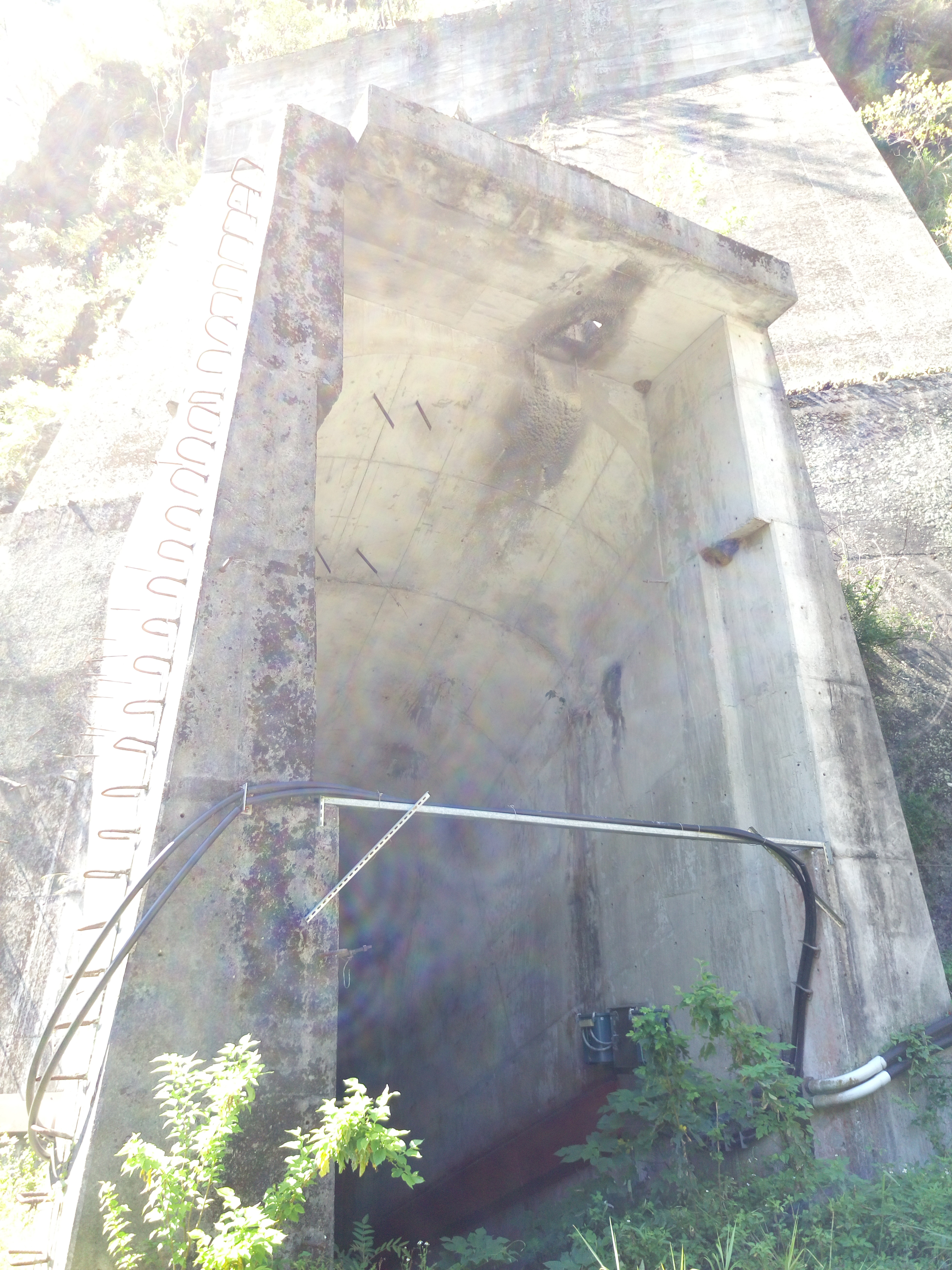
導水隧道上里端導坑入口。
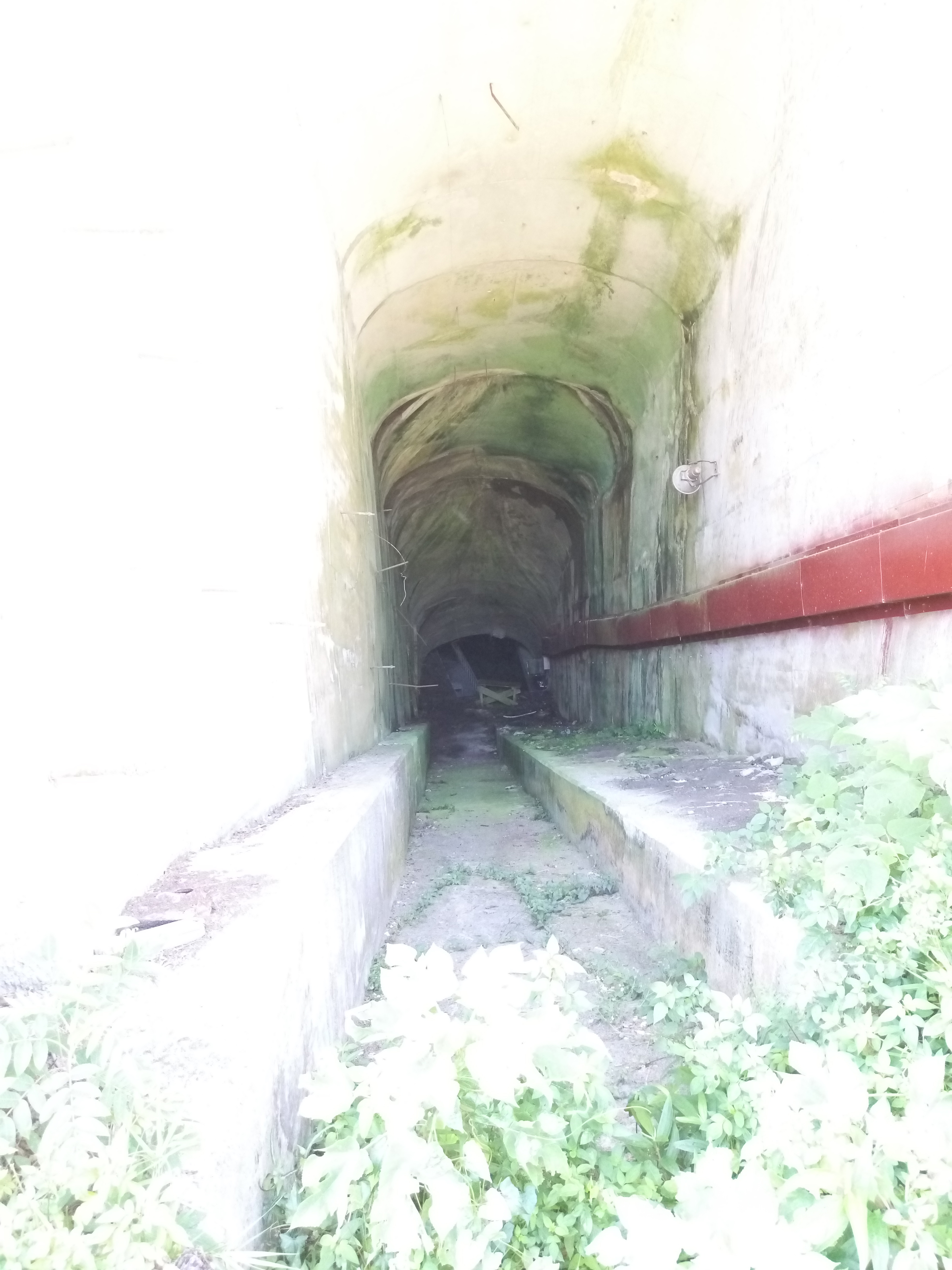
導水隧道上里端導坑通道。
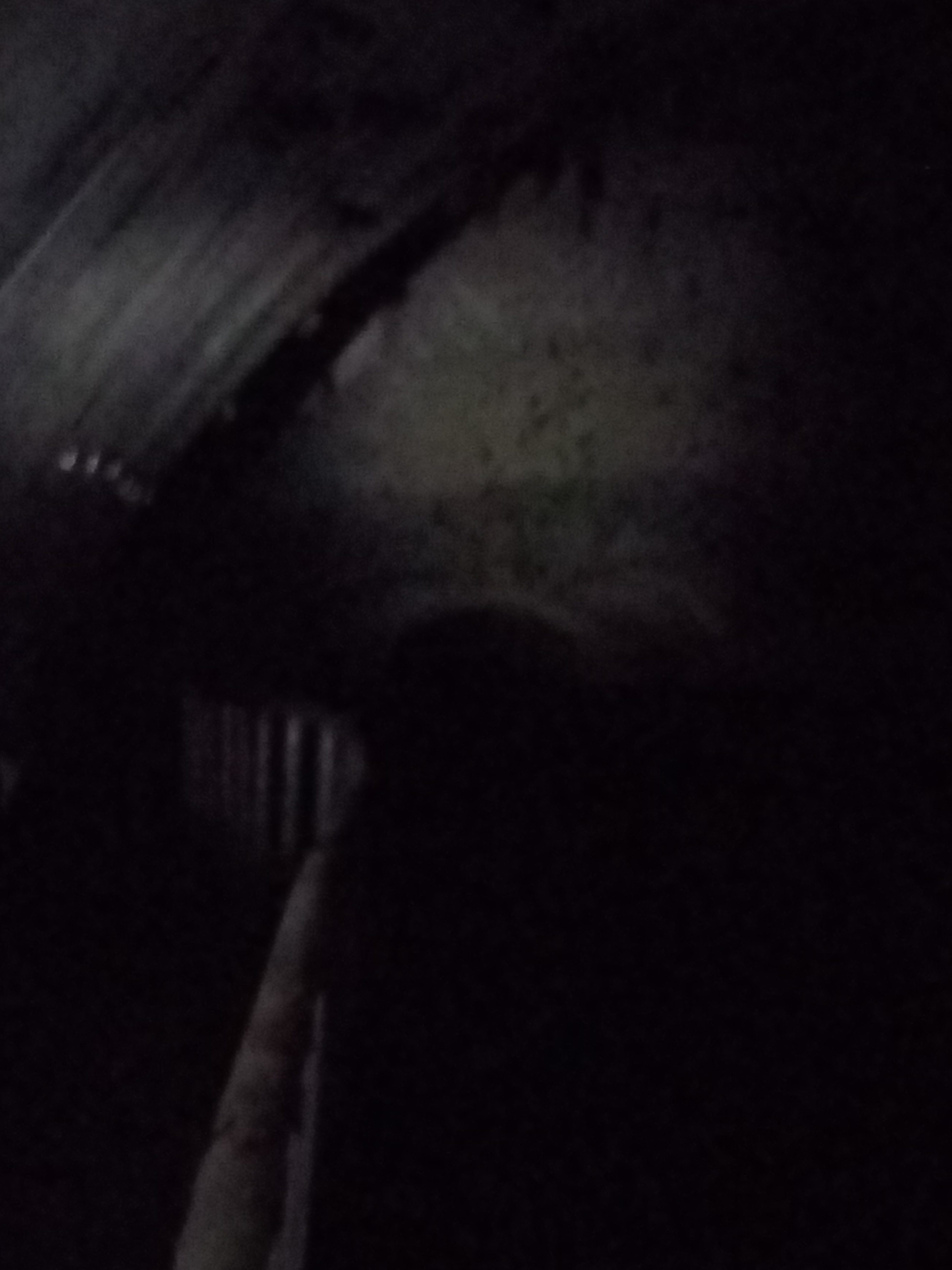
導水隧道上里端洞口。
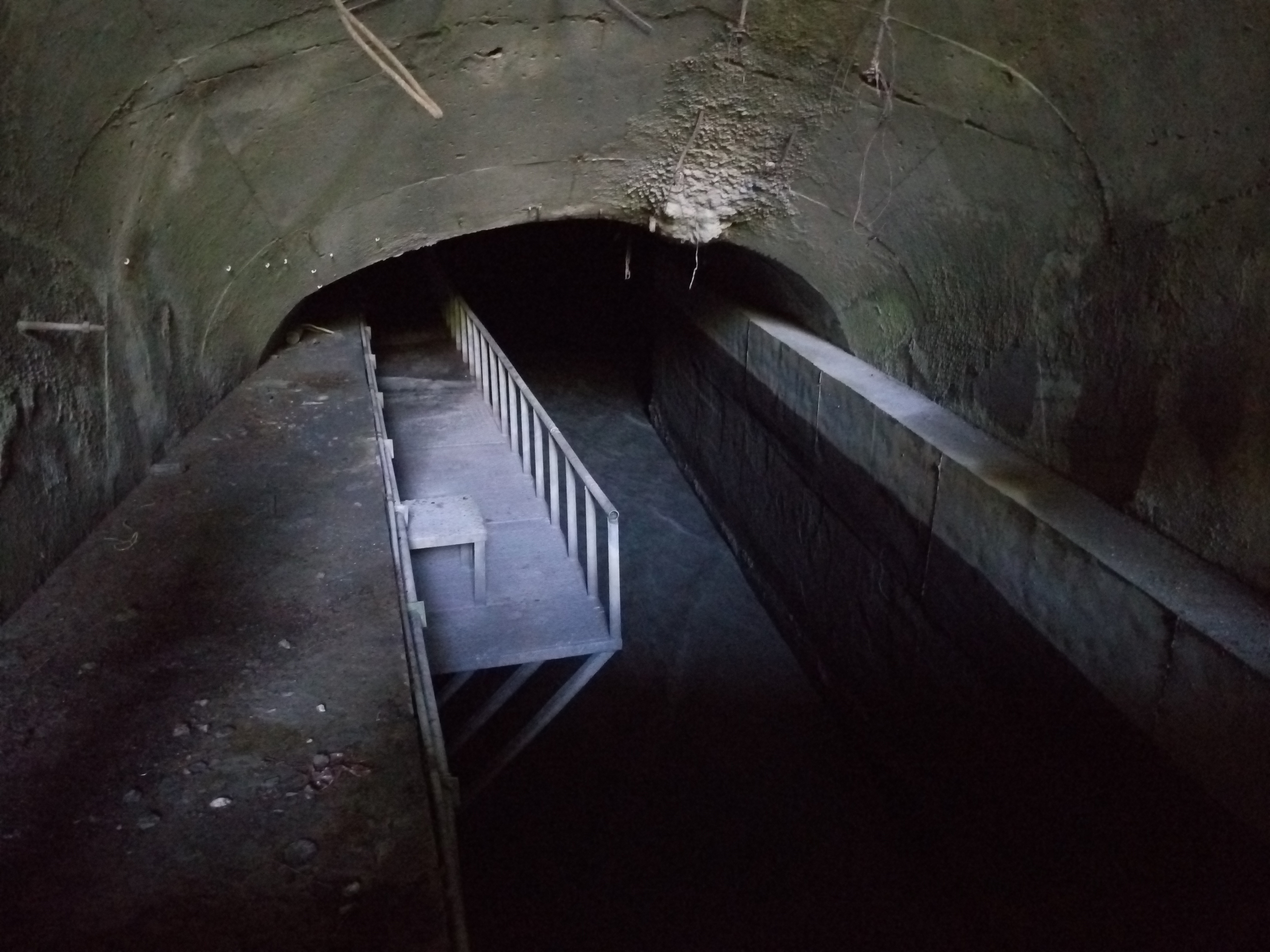
導水隧道上里端第二地下沉砂池。
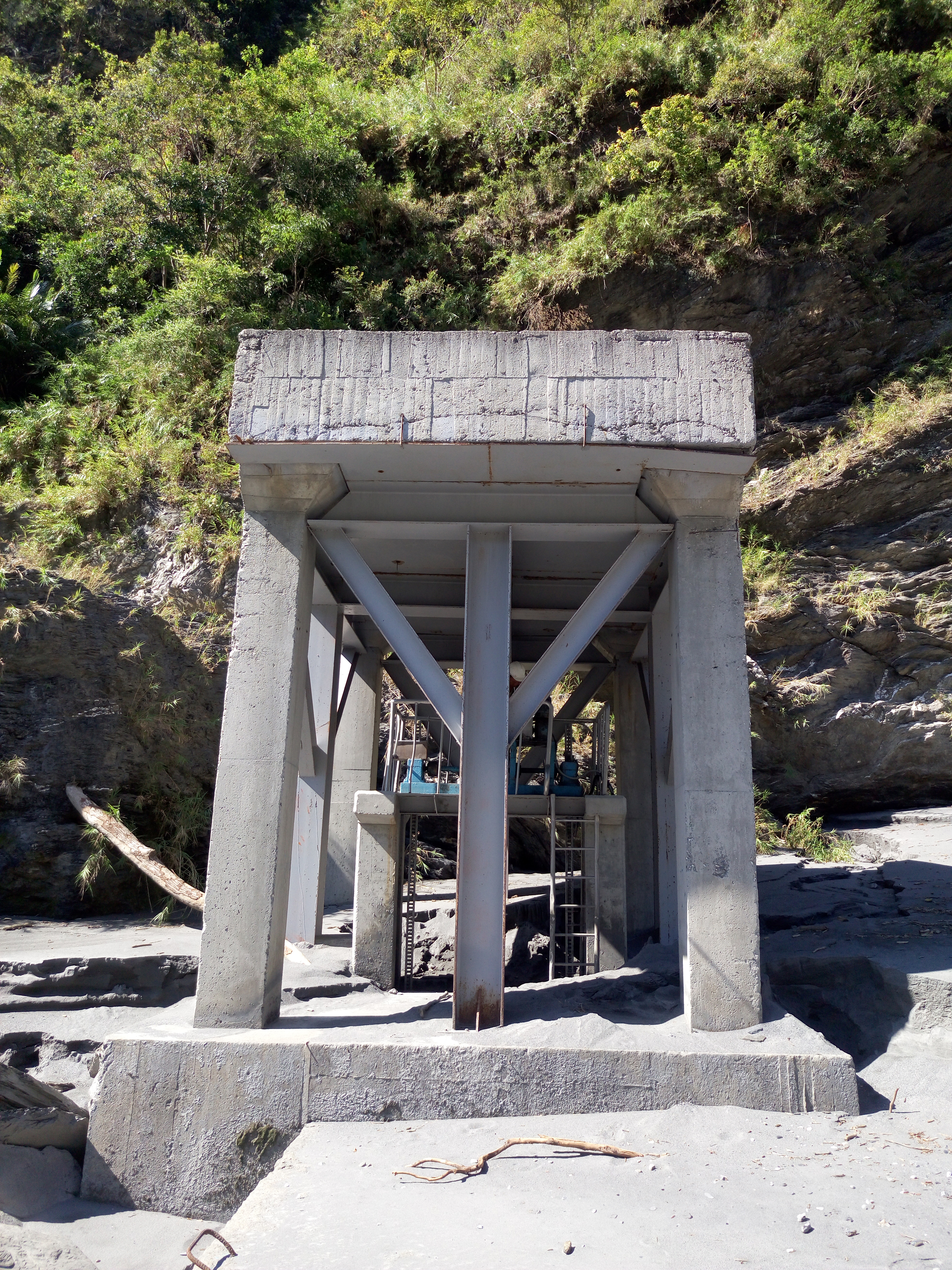
導水隧道第二沉砂池排砂道電動閘門。

## 資料來源
1. 1 2 3 4 5  . 臺東農田水利會.   [2016-07-25]. （原始内容存档于2014-12-08） （中文（臺灣））.
2. ↑  . 臺東縣政府 臺東觀光網.   [2016-07-25]. （原始内容存档于2014-12-09） （中文（臺灣））.
3. 1 2 3 4 5 6 7 8 9 10 11 12  . 臺東市: 臺灣省臺東農田水利會. 2012年9月.